# Violențele din 2011 din Anglia

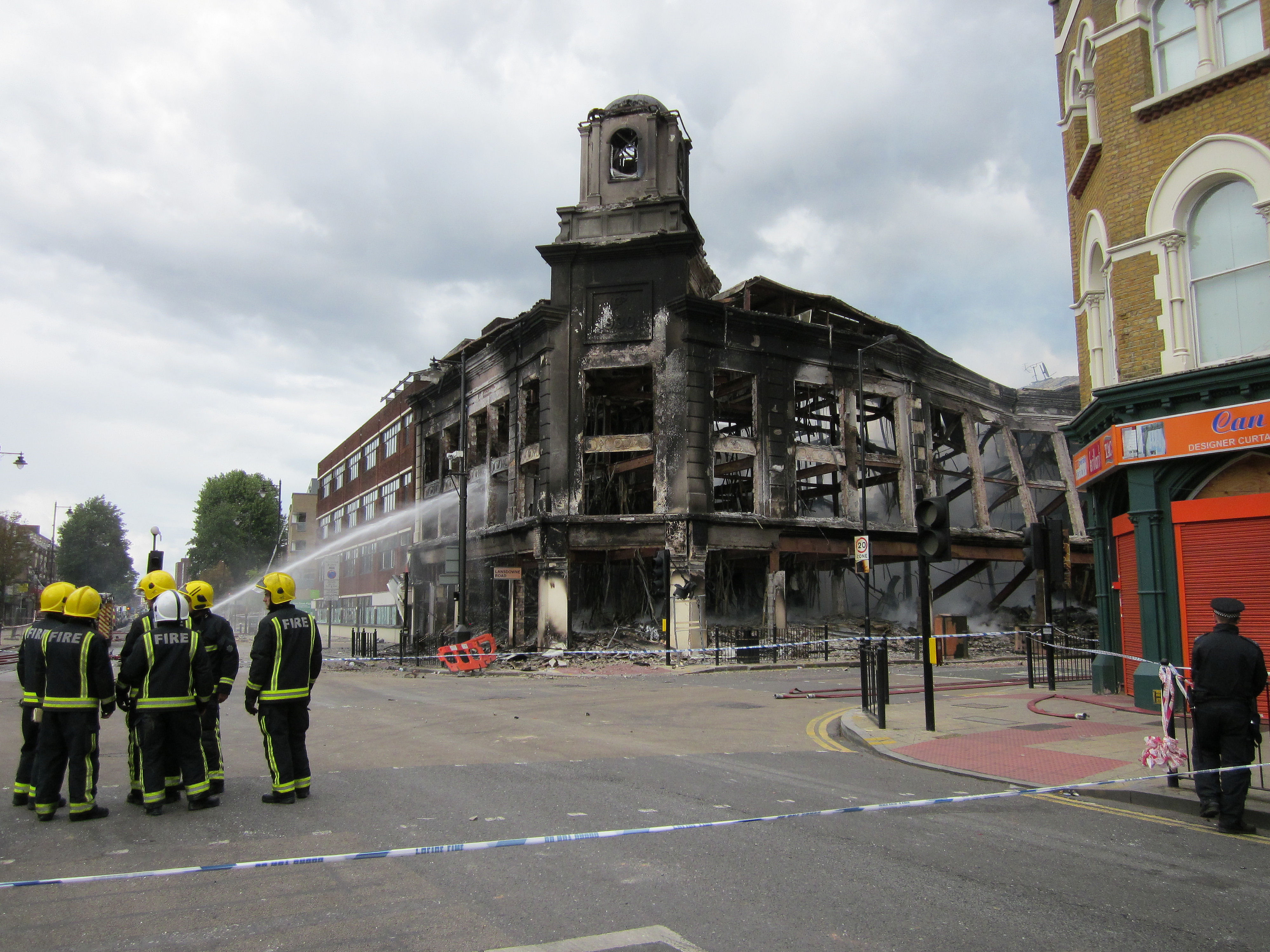
Pompierii sting un magazin distrus după incendiere acestuia în timpul violențelor din Tottenham, Londra

Violențele din Anglia au început la data de 6 august 2011 ele i-au amploare în mai multe orașe britanice, conflictul a fost declanșat de moartea lui Mark Duggans, un negru împușcat din motive necunoscute de poliția britanică. Au fost incendiate mai multe clădiri și au fost arestați inițial peste 450 de persoane. La început a avut loc o demonstrație pașnică a unor cetățeni nemulțumiți de nedreptățile sociale, de rata ridicată a șomajului și lipsa de perspective a tinerilor, demonstrația a fost urmată de acte de violență la care au participat și tineri minori. Premierul britanic David Cameron a fost nevoit să-și întrerupă concediul, el ar fi declarat că nici minorii nu vor scutiți de pedepsele legale. Actele de violență au durat câteva zile ele au cuprins printre altele orașele Londra, Liverpool, Birmingham, Manchester și Bristol. În aceste orașe au fost incendiate clădiri, mașini, au avut loc acte de vandalism și jafuri care au culminat cu moartea a 5 persoane. În total au fost arestate ca. 1.500 de persoane care au participat la aceste acte de violență. 